# Tamanan (Mojoroto)
Tamanan is een bestuurslaag in het regentschap Kediri van de provincie Oost-Java, Indonesië. Tamanan telt 3729 inwoners (volkstelling 2010).